# The Holdovers
The Holdovers (Deutsch etwa „Die Überbleibsel“) ist ein US-amerikanischer Spielfilm von Alexander Payne aus dem Jahr 2023. Das Drehbuch schrieb David Hemingson. Die Tragikomödie handelt von einem verbitterten Lehrer, der gezwungenermaßen die Weihnachtsferien von 1970 auf 1971 mit einem renitenten Schüler und der afroamerikanischen Schulköchin an einem elitären Internat verbringen muss. Die zentralen Rollen übernahmen Paul Giamatti, Dominic Sessa und Da’Vine Joy Randolph.
Die Uraufführung von The Holdovers erfolgte Ende August 2023, der deutsche Kinostart war am 25. Januar 2024. Die Filmkritik lobte das Werk, das auf der Oscarverleihung 2024 fünf Nominierungen erhielt. Insbesondere die Darsteller wurden mit einer Reihe von Preisen ausgezeichnet, darunter zwei Golden Globe Awards und für Da’Vine Joy Randolph der Oscar als beste Nebendarstellerin.

## Handlung
Neuengland im Dezember 1970: Paul Hunham, ein alleinstehender Lehrer mittleren Alters, arbeitet als Professor für Antike Zivilisationen an der Barton Academy, einem privaten Internat mit einer Schülerschaft aus großteils wohlhabendem Hause. Hunhams Unterricht gilt als anspruchsvoll, seine Pedanterie und das Verteilen von vielen schlechten Noten machen ihn bei den Schülern unbeliebt. Einer der vermögenden Spender der Schule versagt ihr weiteres Geld, nachdem Mr. Hunham seinen Sohn in einer wichtigen Prüfung hat durchfallen lassen. Vor allem deshalb wird Hunham von dem Schuldirektor Dr. Woodrup zu der ungeliebten Aufgabe verpflichtet, die Weihnachtsferien auf dem Campus zu verbringen, um die Schüler zu betreuen, die nicht nach Hause zu ihren Familien reisen konnten.
Hunham beaufsichtigt fünf Schüler, denen er mit ausgiebigen Lernstunden und Sport bei Minusgraden zusetzt. Nach einigen Tagen erscheint der Vater eines Schülers per Helikopter und bietet an, alle verbliebenen Schüler in den Skiurlaub der Familie mitzunehmen. Nur der 17-jährige, unruhige Angus kann seine Eltern nicht erreichen und muss deshalb als einziger zurückbleiben. Er ist zwar ein guter Schüler, doch aufgrund seines schlechten Benehmens ist er bereits mehrerer Schulen verwiesen worden. Seine Mutter hat kürzlich einen reichen Mann geheiratet und Angus in letzter Minute vertröstet, um stattdessen über Weihnachten ihre Hochzeitsreise anzutreten. Neben Hunham und Angus verbleibt nur die Chefköchin Mary, deren Sohn vor kurzem im Vietnamkrieg gefallen ist, in der Schule. Marys Sohn hatte dank der dortigen Arbeit seiner Mutter ebenfalls Barton besuchen können und war ein sehr guter Schüler gewesen, doch nach seinem Abschluss hatte er kein Geld für ein College-Studium, weshalb er zu dem für ihn fatalen Militärdienst eingezogen wurde.
Hunham und Angus geraten mehrfach in Streit, etwa als Angus heimlich ein Hotelzimmer buchen und somit unerlaubt das Schulgelände verlassen möchte. Als Angus vor dem Lehrer davonrennt, fällt er hin und kugelt sich die Schulter aus. Hunham fürchtet, dass er dafür zur Verantwortung gezogen wird, aber Angus deckt ihn im Krankenhaus. Aus Dank lädt Hunham, etwas widerwillig, den Jungen in ein Restaurant ein. Dort treffen sie die Schulsekretärin Lydia Crane, die im Restaurant als Kellnerin aushilft und die beiden zu ihrer Weihnachtsfeier einlädt. Hunham zeigt ein schüchternes Interesse an Lydia, die ihn auch sympathisch findet. Sein Schielen und sein übler Geruch durch die Krankheit Trimethylaminurie machen Hunham aber unsicher, ob überhaupt eine Frau an ihm interessiert sein könnte.
Am Heiligabend besuchen Hunham, Angus und Mary die Weihnachtsfeier von Lydia. Während Angus mit Lydias Nichte Elise flirtet und sie einen Kuss teilen, muss Hunham zu seinem Leidwesen feststellen, dass Lydia bereits vergeben ist. Schließlich erleidet auch noch die betrunkene Mary einen Nervenzusammenbruch über den Tod ihres Sohnes. Danach verlassen sie die Feier verfrüht, worüber Angus seinen Ärger ausdrückt. Der verärgerte Hunham bedauert, dass Angus nicht von seinen Eltern abgeholt worden sei. Daraufhin entgegnet Angus, sein Vater sei tot. Mary kritisiert Hunham für sein kaltschnäuziges Auftreten, was ihn ins Nachdenken bringt. Er organisiert eine kleine Weihnachtsfeier für sich, Angus und Mary, und nach einigem Zögern geht er auf Angus’ Wunsch ein, eine „Exkursion“ nach Boston zu unternehmen.
Während Mary bei ihrer Schwester in Roxbury abgesetzt wird, unternehmen Angus und Hunham einen Besuch im Museum of Fine Arts und gehen danach Eislaufen. Sie treffen zufällig einen Studienkollegen von Hunham aus seiner Zeit in Harvard. Dieser ist nun ein renommierter Professor, weshalb Hunham – der nicht zurückstecken möchte – eine erfolgreichere Karriere vorgibt. Sein vorgeblicher Neffe Angus spielt bei der Lüge mit. Anschließend erklärt Hunham zögernd Angus seine Geschichte: Sein Zimmergenosse in Harvard, der im Gegensatz zu ihm aus einflussreicher Familie kam, habe bei ihm abgeschrieben und ihn dann als Plagiatoren hingestellt. In seiner Wut habe er den Zimmergenossen mit dem Auto angefahren, ihm damit mehrere Rippen gebrochen und sei von Harvard verwiesen worden. Der frühere Schulleiter von Barton habe Wohlwollen gezeigt und ihn trotz fehlenden Universitätsabschlusses als Lehrer nach Barton verpflichtet, wo er bereits Schüler gewesen war.
Während sie sich Little Big Man in einem Bostoner Kino anschauen, möchte Angus sich davonschleichen, wird aber von Hunham ertappt. Angus bittet darum, seinen Vater besuchen zu können – Hunham geht davon aus, dass sie auf einen Friedhof fahren, und begleitet ihn. Angus’ Vater Thomas lebt aber noch und ist in einer psychiatrischen Klinik in Boston untergebracht. Er leidet unter paranoider Schizophrenie, einsetzender Demenz und plötzlichen Gewaltausbrüchen, mit seinem Sohn kann er kaum kommunizieren. Nach dem Besuch vertraut der selbst unter Depressionen leidende Angus Hunham an, dass er fürchte, wie sein Vater zu enden. Seine Mutter vernachlässige ihn, da er sie zu sehr an seinen Vater erinnere, den sie mit ihrer neuen Ehe ganz hinter sich lassen wolle. Hunham versucht ihn zu beruhigen, dass kein Mensch genau wie sein Vater sei. Eine weitere Furcht von Angus ist, dass falls man ihn von Barton verweise, er nach Meinung seiner Mutter und seines Stiefvaters zur strengeren Disziplinierung auf eine Militärschule gehöre – von wo aus neue Soldaten nach Vietnam rekrutiert werden.
Als nach Neujahr die Schule wieder beginnt, wird Hunham in das Büro das Schuldirektors gerufen. Dort warten Angus’ Mutter Judy und sein Stiefvater Stanley, die über den unerlaubten Besuch in der Psychiatrie empört sind. Angus’ Vater hatte als Reaktion auf den Besuch einen schweren Gewaltausbruch gehabt. Die Mutter und der Stiefvater sehen die Schuld für den Vorfall bei Angus und möchten ihn auf die Militärschule schicken. Um Angus davor zu bewahren, verteidigt Hunham ihn und übernimmt die komplette Verantwortung für den Vorfall. Während Hunham gefeuert wird, darf Angus in Barton bleiben. Hunham verlässt Barton, wo er den größeren Teil seines Lebens verbracht hat, und hofft eine schon lange geplante Monografie über Karthago zu vollenden.

## Entstehungsgeschichte

### Vorgeschichte und Drehbuch
The Holdovers ist der neunte Spielfilm des US-amerikanischen Regisseurs Alexander Payne. Seit den 1990er-Jahren hatte er einige erfolgreiche und positiv rezipierte Filme inszeniert, oftmals wie The Holdovers im Genre der Tragikomödie. Sein letzter Film vor The Holdovers, Downsizing, war allerdings bei seiner Veröffentlichung 2017 vom Publikum und amerikanischen Kritikern nur durchwachsen aufgenommen worden. Überdies war 2019 ein geplanter Film für Netflix wenige Tage vor Beginn der Dreharbeiten geplatzt. Bei The Holdovers war es daher Paynes Ziel, nach diesen beiden Enttäuschungen an frühere Erfolge anzuknüpfen. Payne kam die Idee zum Film, nachdem er 2011 den französischen Streifen Merlusse von Marcel Pagnol aus dem Jahr 1935 mit ähnlicher Thematik gesehen hatte. Allerdings hatte er keine eigenen Erfahrungen mit dem Internatsleben und wollte deshalb das Drehbuch nicht selbst schreiben, wie er es bei der Mehrzahl seiner früheren Filme getan hatte.
Payne stieß auf ein Drehbuch-Fragment für einen nicht gedrehten Fernseh-Pilotfilm, der in einer Privatschule spielen sollte. Er bat dessen Autor David Hemingson, auf dieser Basis ein Drehbuch für einen Kinofilm zu schreiben. Hemingson, der bis dahin hauptsächlich für Fernsehserien gearbeitet hatte, verarbeitete in dem Drehbuch seine eigenen Erfahrungen auf der Watkinson School in Hartford Anfang der 1980er Jahre. Das Drehbuch entstand in enger Abstimmung mit Alexander Payne, der eigene Ideen einbrachte, bestimmte Wendungen und Stimmungen für einzelne Szenen vorschlug, aber das konkrete Schreiben Hemingson überließ.
Auf Wunsch von Payne wurde die Geschichte in die 1970er-Jahre verlegt. Künstlerisch sollte sich The Holdovers dabei an den „New Hollywood“-Filmen dieser Zeit orientieren, etwa Klassikern von Hal Ashby (insbesondere Das letzte Kommando von 1973), Bob Rafelson und Robert Altman. Diese Filme thematisierten zwischenmenschliche Beziehungen und komplizierte Lebenssituationen, was auch Payne aufgreifen wollte. Er sehe The Holdovers als „Film über Menschen“. Payne äußerte hierbei auch, dass die häufige Bezeichnung des Films als „gemütlich“ (cozy) ihn etwas überrascht habe. The Holdovers wurde Mitte Juni 2021 als Filmprojekt öffentlich gemacht.

### Besetzung
Für die Hauptrolle des Geschichtslehrers Paul wurde Paul Giamatti verpflichtet, mit dem Payne bereits an seinem Erfolgsfilm Sideways (2004) zusammengearbeitet hatte und den er sehr schätzt. Laut Payne war Giamatti schon beim Schreiben der Figur Paul die vorgesehene Besetzung gewesen, man verpasste der Figur bewusst Giamattis Vornamen. Schon in Sideways hatte Giamatti einen Lehrer gespielt, der mit dem bisherigen Verlauf seines Lebens nicht glücklich ist.
Für die zweite Hauptrolle des Schülers Angus gab es über 800 Bewerber, allerdings konnte zunächst kein junger Schauspieler gefunden werden, der ganz überzeugte. Schließlich fragte Regisseur Payne bei den Theatergruppen der Schulen, die als Drehorte für The Holdovers fungierten, an. So wurde der Zwölftklässler Dominic Sessa von der Deerfield Academy besetzt, der bis dahin nur in Schultheaterstücken gespielt hatte. Laut Regisseur Payne habe Sessa in den ersten Proben noch zu komplex und etwas übertrieben geschauspielert, sich aber nach schneller Einfindung als Naturtalent gezeigt. Einige der nicht genommenen 800 Bewerber wurden später in Nebenrollen als Schüler besetzt.
Anfang 2022 wurden die Besetzungen von Da’Vine Joy Randolph als Köchin Mary und Carrie Preston als Schulsekretärin Lydia bekannt. Randolph hat als Köchin Mary die dritte große Rolle des Filmes und wurde von Payne dafür angefragt, nachdem er von ihrer Leistung in dem Film Dolemite Is My Name beeindruckt gewesen sei. Laut Randolph halte mit ihrer Figur eine „andere erzählerische Farbe Einzug“ und eine „Zärtlichkeit“, die The Holdovers von anderen „Männer-und-Mentoren-Geschichten“ wie Der Club der toten Dichter oder Good Will Hunting abgrenze.

### Dreharbeiten

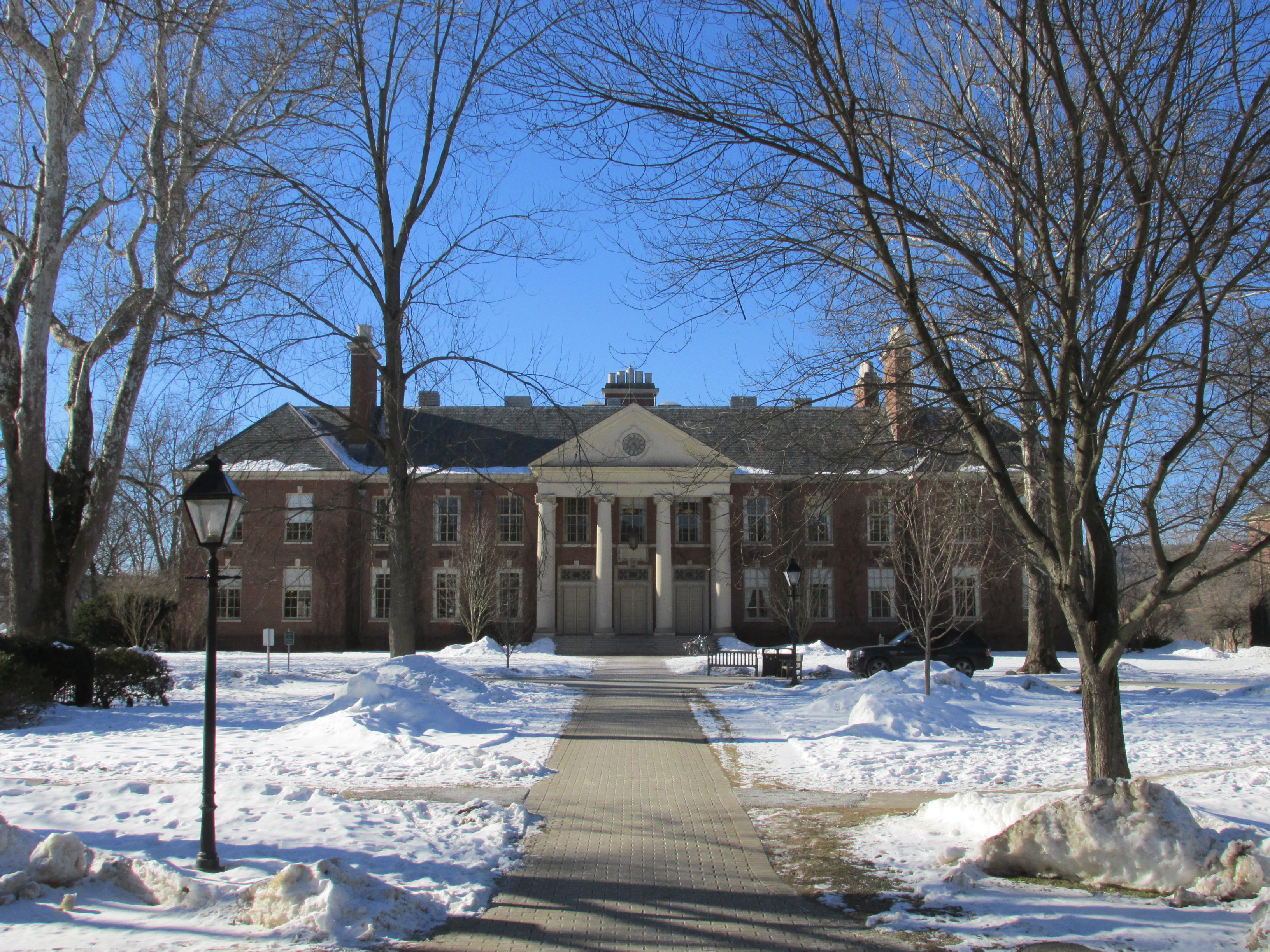
Die Deerfield Academy in Deerfield, Massachusetts, ist einer der Drehorte des Films und war die Schule des Hauptdarstellers Dominic Sessa.

Die Dreharbeiten fanden ab Januar 2022 statt. Alexander Payne ließ wie bei vielen seiner früheren Filmen die Szenen nicht an Studiosets, sondern an echten Orten filmen. Deshalb musste bei der Wahl der Drehorte darauf geachtet werden, dass diese nicht zu modern wirkten und authentisch das Handlungsjahr 1970 widerspiegeln konnten. Als Drehort für die fiktive Barton Academy dienten gleich fünf Schulen in Massachusetts: Groton School, Northfield Mount Hermon School, Deerfield Academy, St. Mark’s School und Fairhaven High School and Academy. Das Drehteam hatte ursprünglich gehofft, an nur einer einzelnen Schule alle Szenen drehen zu können, was aber aufgrund unterschiedlicher Modernisierungen an allen Schulen nicht möglich war. Auch in Boston wurde an realen Schauplätzen gedreht.
Das Ziel von Payne war es, The Holdovers nicht als modernen Film mit historischem Setting in den 1970ern anzulegen, sondern ihn so aussehen zu lassen, als sei er in den 1970er-Jahren gedreht worden. Der Kameramann Eigil Bryld suchte hierfür zunächst nach Filmtechnik aus der Zeit, entschied dann aber, dass auch die Kameramänner in den 1970ern pragmatisch gedacht hätten und er darum auch auf modernste Technik setzen könne. Deshalb wurde der Film digital mit einer „Alexa Mini“-Kamera gedreht, was laut Bryld überdies unkomplizierte Möglichkeiten eröffnete, das für die analog geschossenen Filme dieser Ära typische Filmkorn digital zu ergänzen sowie 1970er-Jahre-typische Kontraste und Farben zu gestalten. Auch für den Film der 1970er-Jahre typische Filmtechniken wie die Überblendung oder schnelle Zooms wurden eingesetzt. Um den Film außerdem altmodisch klingen zu lassen, wurde der Ton neben der heute üblichen Stereofonie auch mit Monophonie abgemischt.
Laut Byrd sei das Budget des Filmes eher begrenzt gewesen. Auf der anderen Seite habe die nicht so große Filmcrew und die verhältnismäßig überschaubare Besetzung spontane Improvisationen ermöglicht – etwa dass man spontan die im Schnee spielenden Szenen dann drehen konnte, wenn auch tatsächlich Schnee gefallen war. Als Filmeditor fungierte wie bei allen bisherigen Filmen Paynes Kevin Tent. Als Produzenten traten Mark Johnson (mit dem Payne schon bei Downsizing gearbeitet hatte), Drehbuchautor Hemingson sowie Bill Block von Miramax in Erscheinung.

### Soundtrack
Den Soundtrack verantwortete Mark Orton, der bereits bei Paynes Nebraska der Filmkomponist gewesen war. Orton komponierte eine organische und handgemachte Filmmusik. Neben den Eigenkompositionen von Orton kommen auf dem Soundtrack vor allem Weihnachtslieder und Songs aus der Zeit um 1970 vor. Ein Soundtrack-Album wurde am 10. November 2023 veröffentlicht.
Zu den zeitgenössischen Liedern des Soundtracks zählen Venus von Shocking Blue, Crying Laughing Loving Lying von Labi Siffre, The Time Has Come Today von The Chambers Brothers, In Memory of Elizabeth Reed von der Allman Brothers Band, Knock Three Times von Dawn sowie The Wind von Cat Stevens. Mit dem 2014 veröffentlichten Silver Joy von Damien Jurado wird aber auch ein Lied aus dem 21. Jahrhundert am Filmanfang gespielt – das laut Alexander Payne in seiner Art aber gut zu den 1970ern passe und eine melancholische, schöne Atmosphäre schaffe. Im Soundtrack enthaltene Weihnachtslieder sind unter anderem When Winter Comes in der Version von Artie Shaw und seinem Orchester, Jingle Bells in der Version von Herb Alpert, White Christmas in der Variante von The Swingle Singers, The Most Wonderful Time of the Year von Andy Williams und He’s a Chubby Little Fellow von Gene Autry. Stille Nacht, heilige Nacht erklingt in gleich zwei Versionen, von der Trapp-Familie und in der Bearbeitung von The Temptations.

### Postproduktion und Vermarktung
Die internationalen Verwertungsrechte handelte die Gesellschaft FilmNation, während CAA Media Finance dieselbe Aufgabe für den amerikanischen Markt übernahm. The Holdovers wurde potentiellen Käufern auf dem wegen der COVID-19-Pandemie virtuell abgehaltenen Marché du film des Filmfestivals von Cannes 2021 präsentiert. Ende Juni 2021 wurde bekannt, dass sich das US-amerikanische Unternehmen Miramax die weltweiten Rechte an dem Film gesichert hat.
Im September 2022 wurden beim Filmfestival von Toronto die weltweiten Verwertungsrechte für The Holdovers während einer nicht-öffentlichen Vorstellung des Films angeboten. Diese sicherte sich mit 30 Mio. US-Dollar die US-amerikanische Gesellschaft Focus Features. Obwohl der Film dort nicht öffentlich gezeigt wurde, war es der höchste Abschluss aller in Toronto vertretenen Filmproduktionen (anderen Quellen zufolge auch der höchste in der Geschichte des Festivals). Zu diesem Zeitpunkt befand sich Paynes Regiearbeit in der Postproduktion kurz vor Fertigstellung der finalen Schnittfassung.

## Synchronisation
Die deutschsprachige Synchronisation entstand bei RC Production in Berlin nach einem Dialogbuch und unter der Dialogregie von Christoph Cierpka.
| Rolle              | Schauspieler         | Synchronsprecher        |
| ------------------ | -------------------- | ----------------------- |
| Paul Hunham        | Paul Giamatti        | Lutz Schnell            |
| Angus Tully        | Dominic Sessa        | Moritz Lehmann          |
| Mary Lamb          | Da’Vine Joy Randolph | Dela Dabulamanzi        |
| Lydia Crane        | Carrie Preston       | Christin Marquitan      |
| Dr. Hardy Woodrup  | Andrew Garman        | Stephan Hoffmann        |
| Judy Clotfelter    | Gillian Vigman       | Marion Musiol           |
| Stanley Clotfelter | Tate Donovan         | Peter Flechtner         |
| Teddy Kountze      | Brady Hepner         | Tobias John von Freyend |
| Alex Ollerman      | Ian Dolley           | Lennard Sommer          |
| Ye-Joon Park       | Jim Kaplan           | Leo Gardeur             |
| Jason Smith        | Michael Provost      | Nicolas Rathod          |
| Danny, Hausmeister | Naheem Garcia        | Falilou Seck            |
| Hugh Cavanaugh     | Kelly AuCoin         | Dirk Talaga             |

## Rezeption

### Veröffentlichung
Die Premiere von The Holdovers erfolgte am 31. August 2023 auf dem 50. Telluride Film Festival in Telluride, Colorado. Auch wurde Paynes Regiearbeit in die Programme der Filmfestivals von Toronto (September) und London aufgenommen.
Ein limitierter Kinostart in New York und Los Angeles fand ab dem 27. Oktober 2023 statt. Landesweit kam das Werk am 10. November in die US-amerikanischen Kinos. In Deutschland war der reguläre Kinostart am 25. Januar 2024.

### Plagiatsvorwurf
Anfang Januar 2024 informierte der britische Drehbuchautor Simon Stephenson die Writers Guild of America über seinen Verdacht, dass das von David Hemingson verfasste Drehbuch zu The Holdovers „Zeile für Zeile“ ein von ihm verfasstes Drehbuch zu einem Film mit dem Titel Frisco plagiiere. Stephenson behauptete, dass wichtige Szenen „unverändert übernommen“ worden seien. Auch das Grundkonzept des Films und die Hauptfiguren seien thematisch ähnlich angelegt. Das Drehbuch zu Frisco war 2013 auf der Black List der spannendsten unverfilmten Drehbücher. Laut Stephenson kannte Alexander Payne das Drehbuch zu Frisco bereits seit 2013; Ende 2019 habe es ihm erneut vorgelegen.
Alexander Payne sprach im August 2024 von „haltlosen Anschuldigungen“, zumal er offen über seine Einflüsse wie den französischen Film Merlusse gesprochen habe. Payne gab an, dass er seither nichts mehr von den Vorwürfen gehört habe. Er kritisierte das Magazin Variety, die Geschichte abgedruckt zu haben, ohne vorher die beiden Drehbücher zu lesen und zu vergleichen.

### Einspielergebnis
The Holdovers erzielte ein weltweites Einspielergebnis von über 45,6 Millionen US-Dollar. Bis zum 24. März 2024 verzeichnete der Film in Deutschland 223.111 Zuschauer in den Kinos, davon 77.183 in der Startwoche.

### Kritiken
Von den auf der Website Rotten Tomatoes aufgeführten 362 Kritiken sind 97 Prozent positiv („fresh“) und führen zu einer Durchschnittswertung von 8,5 von 10 möglichen Punkten. Der Kritikerkonsens auf der Seite lautete, Alexander Payne habe mit diesem „wunderbaren bittersüßen Film“ „eine erfreuliche Rückkehr“ zu alter Form gefunden. Auf der Website Metacritic erhielt The Holdovers eine Bewertung von 82 von 100 möglichen Punkten, basierend auf 61 ausgewerteten englischsprachigen Kritiken. Dies entspricht einhelligem Beifall („universal acclaim“) und es wurde eine eindeutige Filmempfehlung („must-see“) ausgesprochen.
Walli Müller (Norddeutscher Rundfunk) schrieb, The Holdovers sei „der schönste Lehrer-Schüler-Film seit Der Club der toten Dichter“. Er würde optisch „70er-Jahre-Filme“ gelungen imitieren. The Holdovers erzähle „rührend von der Zuneigung, die zwei Außenseiter füreinander entwickeln“, werfe aber auch einen bitteren Blick auf Zustände, in denen „die wichtigen Posten unter den Kindern der Privilegierten verteilt werden“. Der Ton sei „grundsätzlich melancholisch, dabei aber auch sehr lustig“.
Für Jan Küveler in Die Welt schickt sich The Holdovers an, „ein kleines Weihnachtsstück aufzuführen, voller kleiner Dramen und großer Rührungen“. Die Besetzung funktioniere wunderbar und Giamatti spiele seine Rolle des verhassten Lehrers mit nuancenreichem Spiel. Der Film sei zu Recht einer der großen Oscarkandidaten des Jahres: „Wie seine Hauptdarsteller ist der Film eine Liebe auf den zweiten Blick, dafür dann eine fürs Leben.“
Andreas Busche im Tagesspiegel schrieb, The Holdovers sei ein „grandios schlecht gelaunter Generationen-Clash“. Alexander Paynes Figuren hätten hier wie auch in mehreren seiner früheren Filme „mitunter einen Hang zur schwarzhumorigen Misanthropie“, wofür sich Paul Giamatti als „perfekte Besetzung“ beweise. Der Film wirke anfangs wie eine weitere Variation von Highschool-Klassikern wie The Breakfast Club, doch sei er ein Abbild einer amerikanischen Gesellschaft dieser Zeit, und ein „resoluter, sichtlich von Kummer getränkter Humor“ bewahre den Film vor einem „‚Club der toten Dichter‘-Pathos“. Die Figur der afroamerikanischen Köchin Mary erinnere an die komplizierte Historie Amerikas, werde von Da’Vine Joy Randolph aber „so emotional ungeschützt“ gespielt, dass man für sie „sehr viel Empathie, aber niemals Mitleid“ empfinde. The Holdovers beschwöre den „Klassizismus der New-Hollywood-Ära“ herauf und wolle wohl auch selbst lieber dieser Ära entstammen, in der „kleine Geschichten wie diese“ noch große Hollywood-Karrieren begründet hätten.
Wolfgang M. Schmitt besprach The Holdovers auf seinem YouTube-Kanal Die Filmanalyse mit lobenden Worten. Thema des Filmes sei um das Entwickeln von „Du-Beziehungen“ zwischen „vereinzelten Menschen“. Der Film statte seine Figuren zwar mit Hintergrundgeschichten aus, aber diese seien nicht wie so oft wahllos, sondern ließen den Figuren Platz zum freien Handeln, wie es der Lehrer Hunham mit einem „heroischen Akt“ am Filmende tue. The Holdovers sei „kein Wohlfühlkino“, denn obwohl sich die Figuren verändern, seien nicht alle Probleme „nach 120 Minuten abgeräumt“. Es schwinge das 1970 wie gegenwärtig aktuelle Thema das Krieges mit, zu dem der Film eine pazifistische Haltung einnehme, und auch Auswirkungen von Klassenunterschieden und strukturellem Rassismus zeige The Holdovers auf.
Anne Meinke (SRF) schrieb: 
«The Holdovers» wäre kein Weihnachtsfilm, wenn das ungleiche Trio aus Angus, Hunham und Mary im Verlauf der Geschichte nicht als ersehnte Ersatzfamilie zueinanderfände. Doch die Komödie ist nicht nur ein Appell an Nächstenliebe. Trotz der Charakterentwicklungen, des Humors und der Herzlichkeit beschönigt der Film bis zum Schluss nicht die ungerechte Realität, mit der die Figuren zu kämpfen haben.

### Auszeichnungen
Beim Filmfestival von Toronto 2023 belegte The Holdovers einen zweiten Platz im Rahmen der Wahl zum Publikumspreis (People’s Choice Award) für den besten Spielfilm, hinter Amerikanische Fiktion. Weitere Festivaleinladungen, Auszeichnungen und Nominierungen für Filmpreise folgten, darunter der Oscar für Nebendarstellerin Da’Vine Joy Randolph. Sie und Hauptdarsteller Paul Giamatti wurden auch bei den Golden Globe Awards 2024 ausgezeichnet.
Die Deutsche Film- und Medienbewertung hat den Film mit dem Prädikat „besonders wertvoll“ ausgezeichnet.
| Festival / Filmpreis (Auswahl)                   | Kategorie                                                | Resultat  | Preisträger/Nominierte                                   |
| ------------------------------------------------ | -------------------------------------------------------- | --------- | -------------------------------------------------------- |
| AACTA International Awards 2024                  | Beste Nebendarstellerin                                  | Nominiert | Da’Vine Joy Randolph                                     |
| AAFCA Awards 2024                                | Beste Nebendarstellerin                                  | Gewonnen  | Da’Vine Joy Randolph                                     |
| AFI Awards 2023                                  | Top Ten Filme                                            | Gewonnen  | k. A.                                                    |
| Alliance of Women Film Journalists Awards 2024   | Bester Film                                              | Nominiert | k. A.                                                    |
| Alliance of Women Film Journalists Awards 2024   | Bestes Originaldrehbuch                                  | Nominiert | David Hemingson                                          |
| Alliance of Women Film Journalists Awards 2024   | Bester Hauptdarsteller                                   | Nominiert | Paul Giamatti                                            |
| Alliance of Women Film Journalists Awards 2024   | Beste Nebendarstellerin                                  | Gewonnen  | Da’Vine Joy Randolph                                     |
| Alliance of Women Film Journalists Awards 2024   | Beste Nachwuchsdarstellerin                              | Nominiert | Da’Vine Joy Randolph                                     |
| Alliance of Women Film Journalists Awards 2024   | Bestes Schauspielensemble                                | Nominiert | Susan Shopmaker                                          |
| Artios Awards 2024                               | Bestes Casting – Independent-Filmkomödie                 | Gewonnen  | Susan Shopmaker, Lisa Lobel, Angela Peri, Melissa Morris |
| Atlanta Film Critics Circle Awards 2023          | Beste Nebendarstellerin                                  | Gewonnen  | Da’Vine Joy Randolph                                     |
| Black Reel Awards 2024                           | Beste Nebendarstellerin                                  | Nominiert | Da’Vine Joy Randolph                                     |
| Boston Society of Film Critics Awards 2023       | Bester Film                                              | Gewonnen  | k. A.                                                    |
| Boston Society of Film Critics Awards 2023       | Bestes Originaldrehbuch                                  | Gewonnen  | David Hemingson                                          |
| Boston Society of Film Critics Awards 2023       | Bester Hauptdarsteller                                   | Gewonnen  | Paul Giamatti                                            |
| Boston Society of Film Critics Awards 2023       | Beste Nebendarstellerin                                  | Gewonnen  | Da’Vine Joy Randolph                                     |
| British Academy Film Awards 2024                 | Bester Film                                              | Nominiert | Mark Johnson                                             |
| British Academy Film Awards 2024                 | Beste Regie                                              | Nominiert | Alexander Payne                                          |
| British Academy Film Awards 2024                 | Bestes Originaldrehbuch                                  | Nominiert | David Hemingson                                          |
| British Academy Film Awards 2024                 | Bester Hauptdarsteller                                   | Nominiert | Paul Giamatti                                            |
| British Academy Film Awards 2024                 | Beste Nebendarstellerin                                  | Gewonnen  | Da’Vine Joy Randolph                                     |
| British Academy Film Awards 2024                 | Bester Nebendarsteller                                   | Nominiert | Dominic Sessa                                            |
| British Academy Film Awards 2024                 | Bestes Casting                                           | Gewonnen  | Susan Shopmaker                                          |
| Chicago Film Critics Association Awards 2023     | Bestes Originaldrehbuch                                  | Nominiert | David Hemingson                                          |
| Chicago Film Critics Association Awards 2023     | Bester Hauptdarsteller                                   | Gewonnen  | Paul Giamatti                                            |
| Chicago Film Critics Association Awards 2023     | Beste Nebendarstellerin                                  | Gewonnen  | Da’Vine Joy Randolph                                     |
| Chicago Film Critics Association Awards 2023     | Bester Nachwuchsdarsteller                               | Nominiert | Dominic Sessa                                            |
| Critics’ Choice Movie Awards 2024                | Bester Film                                              | Nominiert | k. A.                                                    |
| Critics’ Choice Movie Awards 2024                | Beste Komödie                                            | Nominiert | k. A.                                                    |
| Critics’ Choice Movie Awards 2024                | Beste Regie                                              | Nominiert | Alexander Payne                                          |
| Critics’ Choice Movie Awards 2024                | Bestes Originaldrehbuch                                  | Nominiert | David Hemingson                                          |
| Critics’ Choice Movie Awards 2024                | Bester Hauptdarsteller                                   | Gewonnen  | Paul Giamatti                                            |
| Critics’ Choice Movie Awards 2024                | Beste Nebendarstellerin                                  | Gewonnen  | Da’Vine Joy Randolph                                     |
| Critics’ Choice Movie Awards 2024                | Bester Nachwuchsdarsteller                               | Gewonnen  | Dominic Sessa                                            |
| Critics’ Choice Movie Awards 2024                | Bestes Schauspielensemble                                | Nominiert | k. A.                                                    |
| Directors Guild of America Awards 2024           | Beste Regie – Kinofilm                                   | Nominiert | Alexander Payne                                          |
| Eddie Awards 2024                                | Bester Schnitt – Filmkomödie                             | Gewonnen  | Kevin Tent                                               |
| Golden Globe Awards 2024                         | Bester Film – Komödie/Musical                            | Nominiert | k. A.                                                    |
| Golden Globe Awards 2024                         | Bester Hauptdarsteller – Komödie/Musical                 | Gewonnen  | Paul Giamatti                                            |
| Golden Globe Awards 2024                         | Beste Nebendarstellerin                                  | Gewonnen  | Da’Vine Joy Randolph                                     |
| Gotham Awards 2023                               | Beste Nebenrolle                                         | Nominiert | Da’Vine Joy Randolph                                     |
| Filmfestival von Heartland 2023                  | Pioneering Spirit Award – Rising Star                    | Gewonnen  | Dominic Sessa                                            |
| Independent Spirit Awards 2024                   | Bestes Drehbuch                                          | Nominiert | David Hemingson                                          |
| Independent Spirit Awards 2024                   | Beste Nebenrolle                                         | Gewonnen  | Da’Vine Joy Randolph                                     |
| Independent Spirit Awards 2024                   | Beste Nachwuchsleistung                                  | Gewonnen  | Dominic Sessa                                            |
| Independent Spirit Awards 2024                   | Beste Kamera                                             | Gewonnen  | Eigil Bryld                                              |
| London Critics’ Circle Film Awards 2024          | Bester Film                                              | Nominiert | k. A.                                                    |
| London Critics’ Circle Film Awards 2024          | Bester Hauptdarsteller                                   | Nominiert | Paul Giamatti                                            |
| London Critics’ Circle Film Awards 2024          | Beste Nebendarstellerin                                  | Gewonnen  | Da’Vine Joy Randolph                                     |
| London Critics’ Circle Film Awards 2024          | Bester Nachwuchsdarsteller                               | Nominiert | Dominic Sessa                                            |
| Los Angeles Film Critics Association Awards 2023 | Beste Nebenrolle                                         | Gewonnen  | Da’Vine Joy Randolph                                     |
| Filmfestival von Montclair 2023                  | Publikumspreis – Bester Spielfilm                        | Gewonnen  | Alexander Payne                                          |
| NAACP Image Awards 2024                          | Beste Nebendarstellerin                                  | Nominiert | Da’Vine Joy Randolph                                     |
| National Board of Review Awards 2023             | Top Ten Filme                                            | Gewonnen  | k. A.                                                    |
| National Board of Review Awards 2023             | Bester Hauptdarsteller                                   | Gewonnen  | Paul Giamatti                                            |
| National Board of Review Awards 2023             | Beste Nebendarstellerin                                  | Gewonnen  | Da’Vine Joy Randolph                                     |
| National Board of Review Awards 2023             | Bestes Originaldrehbuch                                  | Gewonnen  | David Hemingson                                          |
| National Society of Film Critics Awards 2024     | Bestes Drehbuch                                          | Zweiter   | David Hemingson                                          |
| National Society of Film Critics Awards 2024     | Beste Nebendarstellerin                                  | Gewonnen  | Da’Vine Joy Randolph                                     |
| New York Film Critics Circle Awards 2023         | Beste Nebendarstellerin                                  | Gewonnen  | Da’Vine Joy Randolph                                     |
| Online Film Critics Society Awards 2024          | Bester Film                                              | Nominiert | k. A.                                                    |
| Online Film Critics Society Awards 2024          | Bestes Originaldrehbuch                                  | Gewonnen  | David Hemingson                                          |
| Online Film Critics Society Awards 2024          | Bester Hauptdarsteller                                   | Gewonnen  | Paul Giamatti                                            |
| Online Film Critics Society Awards 2024          | Beste Nebendarstellerin                                  | Gewonnen  | Da’Vine Joy Randolph                                     |
| Oscar                                            | Bester Film                                              | Nominiert | Mark Johnson                                             |
| Oscar                                            | Bestes Originaldrehbuch                                  | Nominiert | David Hemingson                                          |
| Oscar                                            | Bester Hauptdarsteller                                   | Nominiert | Paul Giamatti                                            |
| Oscar                                            | Beste Nebendarstellerin                                  | Gewonnen  | Da’Vine Joy Randolph                                     |
| Oscar                                            | Bester Schnitt                                           | Nominiert | Kevin Tent                                               |
| Filmfestival von Palm Springs 2024               | Beste Nachwuchsdarstellerin („Breakthrough Performance“) | Gewonnen  | Da’Vine Joy Randolph                                     |
| Producers Guild of America Awards 2024           | Bester Kinofilm                                          | Nominiert | k. A.                                                    |
| Filmfestival von Santa Barbara 2024              | Virtuoso Award                                           | Gewonnen  | Da’Vine Joy Randolph                                     |
| Satellite Awards 2023                            | Bester Film – Komödie oder Musical                       | Gewonnen  | k. A.                                                    |
| Satellite Awards 2023                            | Beste Regie                                              | Nominiert | Alexander Payne                                          |
| Satellite Awards 2023                            | Bestes Originaldrehbuch                                  | Nominiert | David Hemingson                                          |
| Satellite Awards 2023                            | Bester Hauptdarsteller – Komödie oder Musical            | Gewonnen  | Paul Giamatti                                            |
| Satellite Awards 2023                            | Bester Nebendarsteller                                   | Nominiert | Dominic Sessa                                            |
| Satellite Awards 2023                            | Beste Nebendarstellerin                                  | Gewonnen  | Da’Vine Joy Randolph                                     |
| Satellite Awards 2023                            | Bester Schnitt                                           | Gewonnen  | Kevin Tent                                               |
| Screen Actors Guild Awards 2024                  | Bester Hauptdarsteller                                   | Nominiert | Paul Giamatti                                            |
| Screen Actors Guild Awards 2024                  | Beste Nebendarstellerin                                  | Gewonnen  | Da’Vine Joy Randolph                                     |
| Filmfestival von Toronto 2023                    | Publikumspreis – Bester Film                             | Nominiert | Alexander Payne                                          |
| Toronto Film Critics Association Awards 2023     | Beste Nebendarstellerin                                  | Gewonnen  | Da’Vine Joy Randolph                                     |
| Writers Guild of America Awards 2024             | Bestes Originaldrehbuch                                  | Gewonnen  | David Hemingson                                          |